# Église Saint-Thomas de Bénodet
L'église Saint-Thomas-Becket est une église catholique située à Bénodet, en France. L'édifice est inscrit au titre des monuments historiques en 1928.

## Localisation
L'église est située dans le département français du Finistère, sur le port de la commune de Bénodet.

## Historique
L'édifice primitif est une chapelle seigneuriale construite par le Comte Eude (ou Eudon) de Fouesnant au XIIe siècle. Lui et sa famille offrent leurs économies à la paroisse de Perguet,. Il dédie le monument à Thomas Becket, un archevêque de Cantorbéry qui fut assassiné dans sa cathédrale en 1170 par les partisans du roi Henri II d'Angleterre puis canonisé seulement trois ans plus tard en 1173. La chapelle est constituée d'une nef et d'un petit clocher sans escalier dont les piliers délimitent le chœur. 

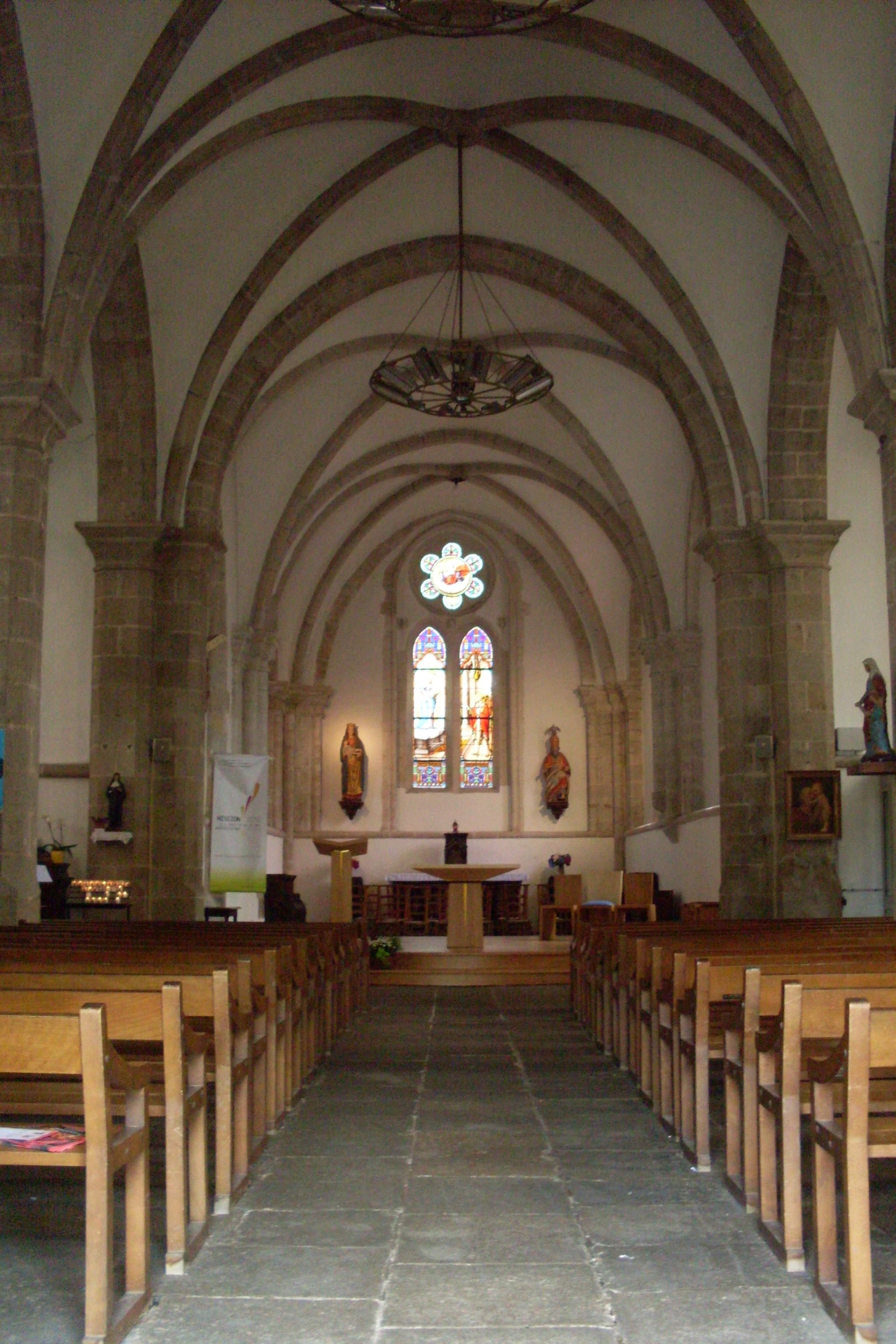
Intérieur de l'église depuis l'entrée (2011).

Selon un acte datant de 1231, le comte fait don du monument à l'évêque de Quimper, Rainaud (Rainaldus), fondateur de la cathédrale de Quimper. La construction de la chapelle a été influencée par celle de la cathédrale et est de ce fait probablement l'un des tout premiers monuments d'art gothique primitif de Basse-Bretagne. L'évêque donne ensuite la chapelle Saint-Thomas et l'ensemble de la paroisse de Perguet à l'abbaye de Daoulas sous la condition que les chanoines y effectuent leurs prières et viennent assurer le service à Bénodet. La paroisse et la chapelle forment un prieuré jusqu'en 1690, date à laquelle l'abbaye est rattachée au séminaire des aumôniers de la Marine de Brest. Attaché au recteur de Perguet, le prieuré de Bénodet reste ensuite indépendant jusqu'en 1802 où la chapelle devient une église paroissiale.
La chapelle est rallongée au XVe siècle et la sacristie aurait été construite au sud à cette époque. 
Le 28 mars 1836, une forte tempête fait basculer le clocher de l'église qui s'effondre sur la toiture. Une ordonnance royale permet à la commune de réparer en fin d'année les dégâts occasionnés par la tempête. 
Un compte rendu municipal datant de 1839 constate l'état de délabrement de la sacristie mais les finances de la commune sont trop faibles pour effectuer sa restauration. Une aide du roi Louis-Philippe et de la reine permet de réaliser les travaux en 1840. 
Le maire propose en 1869 un projet pour reconstruire et agrandir l'église. Les travaux sont confiés à l'architecte départemental Bigot et débutent en 1873 mais traînent jusqu'en 1887. La nef et ses bas-côtés sont entièrement reconstruits, quelques éléments d'origine sont conservés comme la porte ouest et le chœur mais les pierres du petit clocher trop endommagées ne sont pas réutilisées. L'église comprend une nef de trois travées qui rejoignent le chœur initial du XIIIe siècle.